# Jerzy Stroba
Jerzy Stroba (* 17. Dezember 1919 in  Świętochłowice (dt. Schwientochlowitz); † 12. Mai 1999 in Posen) war ein polnischer römisch-katholischer Geistlicher und Erzbischof von Posen.

## Leben
Stroba wurde am 19. Dezember 1942 in Breslau zum Priester geweiht. Er war in den Jahren 1943–1945 und 1950–1952 als Vikar in der Gemeindepastoral in Chorzów tätig. Von 1949 bis 1952 hatte er Arbeit als Redakteur der katholischen Wochenzeitung „Gość Niedzielny“ (Sonntagsgast). Er machte seinen Doktorgrad an der Theologischen Fakultät der Jagiellonen-Universität in Krakau. In den Jahren 1955–1958 war er Rektor des Schlesischen Priesterseminars in Krakau und Dozent für Dogmatische Theologie an der Theologischen Akademie in Krakau.
Am 4. Juli 1958 wurde er von Papst Pius XII. zum Titularbischof von Aradus ernannt und zum Weihbischof in Gorzów bestellt. Am 16. November 1958 wurde er durch Antoni Baraniak zum Bischof geweiht. Am 28. Juni 1972 wurde er von Papst Paul VI. zum Diözesanbischof der neuerrichteten Diözese Stettin-Cammin ernannt. Die Einführung in das Amt in der Stettiner Kathedrale erfolgte am 8. Oktober 1972. 
Am 21. September 1978 wurde er von Papst Johannes Paul I. zum Erzbischof von Posen ernannt und am 12. November 1978 in der Posener Kathedrale eingeführt. Er war seit dem 12. April 1996 emeritiert.

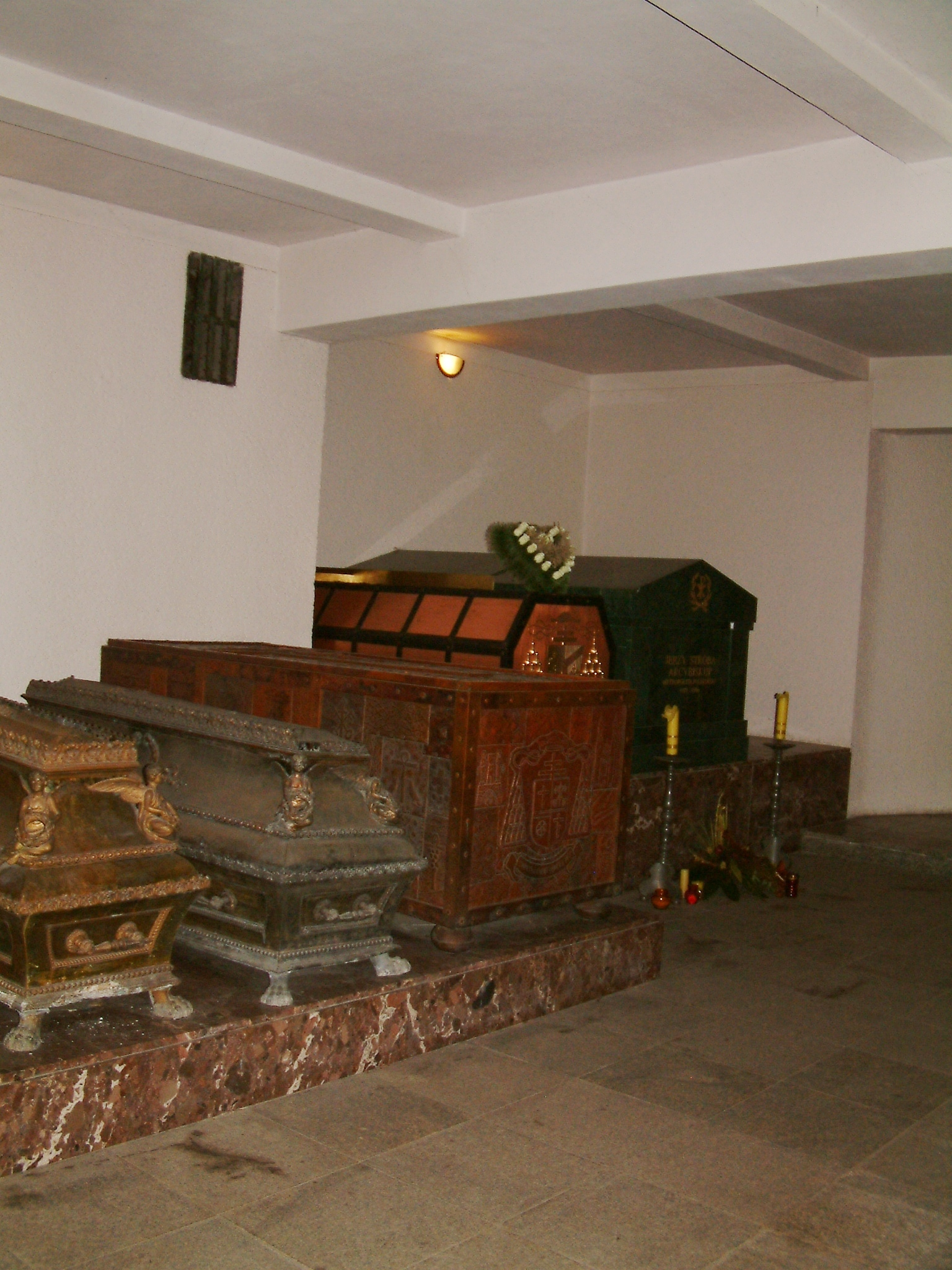
Sarkophag von Erzbischof Stroba (ganz rechts hinten) in der Krypta des Posener Domes

Stroba war Vorsitzender der Katechetischen Kommission (seit 1958), und danach (seit 1974) Mitglied des Hauptrates der Polnischen Bischofskonferenz. In den Jahren 1974–1983 war er Stellvertretender Vorsitzender des Rates der Europäischen Bischofskonferenz, Mitglied des Päpstlichen Katechismuskommission (1987–1992) und Mitglied der Päpstlichen Konkordatskommission (1992–1993).
Sein Begräbnis fand am 15. Mai 1999 in der erzbischöflichen Basilika der St.-Peter-und-Paul-Kathedrale in Posen statt. Sein Leichnam ruht in der Bischofsgruft.